# Kambiwa
I Kambiwa sono un gruppo etnico del Brasile che ha una popolazione stimata in circa 1.578 individui. Parlano la lingua Kambiwa (codice ISO 639: QKH) e sono principalmente di fede animista.
Vivono nello Stato brasiliano di Pernambuco. Molti componenti di questo gruppo non parlano più la lingua Kambiwa ma adoperano la lingua portoghese. Sono prossimi all'estinzione.